# Füst és tükrök
A füst és tükrök a projektmenedzsment egyik antimintája, amely arról szól, hogy a dolgozók becsapják főnöküket vagy az ügyfelet, és előrehaladottabbnak tüntetik fel a projektet valós állapotához képest.
A számítógép-programozásban olyan programot vagy funkcionalitást (prototípust) ír le,  ami (még) nem létezik, vagy nem úgy működik, ahogy kellene. Ezt arra használják, hogy bemutassák a megrendelőnek, milyen lesz, ha elkészül. Ezután még győzködni kell, hogy még nincs kész.
Példa:
```
// Véletlenszerű egész szám generálása egyenletes eloszlás szerint 1 és 6 között (beleértve a határokat)

public
 
int
 
castDice
()

{

    
return
 
4
;

}

```

A füst és tükrök angol szófordulat, amely arra utal, hogy a szemfényvesztők füstöt és tükröket használnak ahhoz, hogy elrejtsenek vagy megjelenítsenek tárgyakat vagy személyeket. A szófordulat utalhat Tezkatlipoka (Füstölgő Tükör) azték istenre, aki az éjjeli égbolt, az illúzió és a mágia istene volt. Magában foglalja a bűvész ügyességének és eszességének dicséretét, aki a becsapást elkövette.
Henri Poincaré hasonló fordulattal vágott vissza Felix Kleinnek, aki panaszkodott, hogy Poincaré az „S minden más esetére a Klein-függvény” kifejezést használja. Poincaré a Faustból idézett: Name ist Schall und Rauch, szó szerint: a név hang és füst.

## Fordítás
Ez a szócikk részben vagy egészben  a   Smoke and mirrors című angol Wikipédia-szócikk fordításán alapul.  Az eredeti cikk szerkesztőit annak laptörténete sorolja fel. Ez a jelzés csupán a megfogalmazás eredetét és a szerzői jogokat jelzi, nem szolgál a cikkben szereplő információk forrásmegjelöléseként.